# Silvie de deșert asiatică
Silvia de deșert asiatică (Sylvia nana) este o pasăre migratoare din familia silviidelor, ordinul paseriformelor, răspândită în Asia Centrală, de la coastele nordice și estice ale Mării Caspice și nord-estul Iranului spre est până în centrul și sudul Mongoliei și nord-vestul Chinei. Iernează din nord-estul Africii și Arabia spre est până în nord-vestul Indiei. Este o specie monotipică. Apare accidental în România, unde a fost observată pentru prima dată în octombrie 1997 pe grindul Chituc. Preferă zonele de stepă deșertică și zonele semideșertice acoperite cu pelin, arbuști mici și iarbă, de obicei cele din terenurile nisipoase, mai rar pe soluri pietroase. Este o pasăre mică, având o lungime de 11,5 cm, între pitulice și vrabie, și o greutate de 7-10 grame. Sexele sunt asemănătoare.  Capul și spatele sunt brun-cenușii; târtița și tectricele supracaudale brun-roșcate; gâtul, pieptul și abdomenul albicioase; laturile pieptului brun-cenușii. Aripile au remigele brunii cu margini nisipii. Coada cu rectricele laterale albe și rectricele mijlocii brun-închise. Are picioarele și ciocul gălbui, irisul galben și inelul ocular albicios. Se hrănește în principal cu nevertebrate: insecte mici și larvele lor, păianjeni. Consumă și boabe și semințe. Caută hrana în special pe pământ sau la înălțime mică în arbuști, ierburi și tufe mici. Este o specie monogamă, solitară și teritorială. Ponta este depusă de la sfârșitul lui februarie până în mai. Depune o singură pontă pe an, mai rar două. Masculul construiește câteva "cuiburi masculine"; cuibul în care este depusă ponta este  finisat de mascul. Cuibul este făcut din tulpini de iarbă, ramuri mici și frunze și este căptușit în interior cu iarbă mai fină, fibre vegetale, pene și puf;  el este amplasat la o înălțime de până la 110 cm deasupra pământului în tufișuri mici. Ponta constă din 4-6 ouă, incubația este asigurată de ambele sexe, mai ales de către femelă.

## Taxonomie și răspândirea geografică
Silvie de deșert asiatică (Sylvia nana) până nu demult era considerată conspecifică cu silvia de deșert africană (Sylvia deserti) dar în prezent este considerată monotipică. Subspecia propusă theresae (din Sind, în Pakistan) se încadrează în intervalul de variație individuală al speciei. 
În trecut erau recunoscute 2 subspecii:
- Sylvia nana nana (subspecia nominată) astăzi ridicată în rang de specie - silvie de deșert asiatică (Sylvia nana). Cuibărește de la coastele nordice și estice ale Mării Caspice și nord-estul Iranului spre est până în centrul și sudul Mongoliei și nord-vestul Chinei; iernează din nord-estul Africii (în special de-a lungul coastei Mării Roșii) și Arabia spre est până în nord-vestul Indiei. Este o specie indigenă în Afganistan, Azerbaidjan, Bahrain, China, Djibouti, Egipt, Emiratele Arabe Unite, Eritreea, Etiopia, Iran, Irak, Israel, Iordania, Kazahstan, Kuweit, Mongolia, Oman, Qatar, Arabia Saudită, Somalia, Sudan, Siria, Tadjikistan, Turkmenistan, Uzbekistan, Yemen. Apariții accidentale au fost semnalate în: Bulgaria, Cipru, Danemarca, Federația Rusă (în Rusia Europeană), Finlanda, Germania, Italia, Malta, Marea Britanie, Olanda, Portugalia, România, Spania, Suedia, Turcia.
- Sylvia nana deserti astăzi ridicată în rang de specie - silvia de deșert africană (Sylvia deserti). Este sedentară sau parțial migratoare cu un areal care include nord-vestul Africii, de la Sahara Occidentală spre nord până în sudul Atlasului Înalt (Maroc) și Atlasul Saharian (Algeria) și spre est până în vestul Libiei.  Este o specie indigenă în Algeria, Libia, Mali, Mauritania, Maroc, Niger, Tunisia, Sahara Occidentală. Apariții accidentale au fost semnalate în capul Verde.

## Descrierea

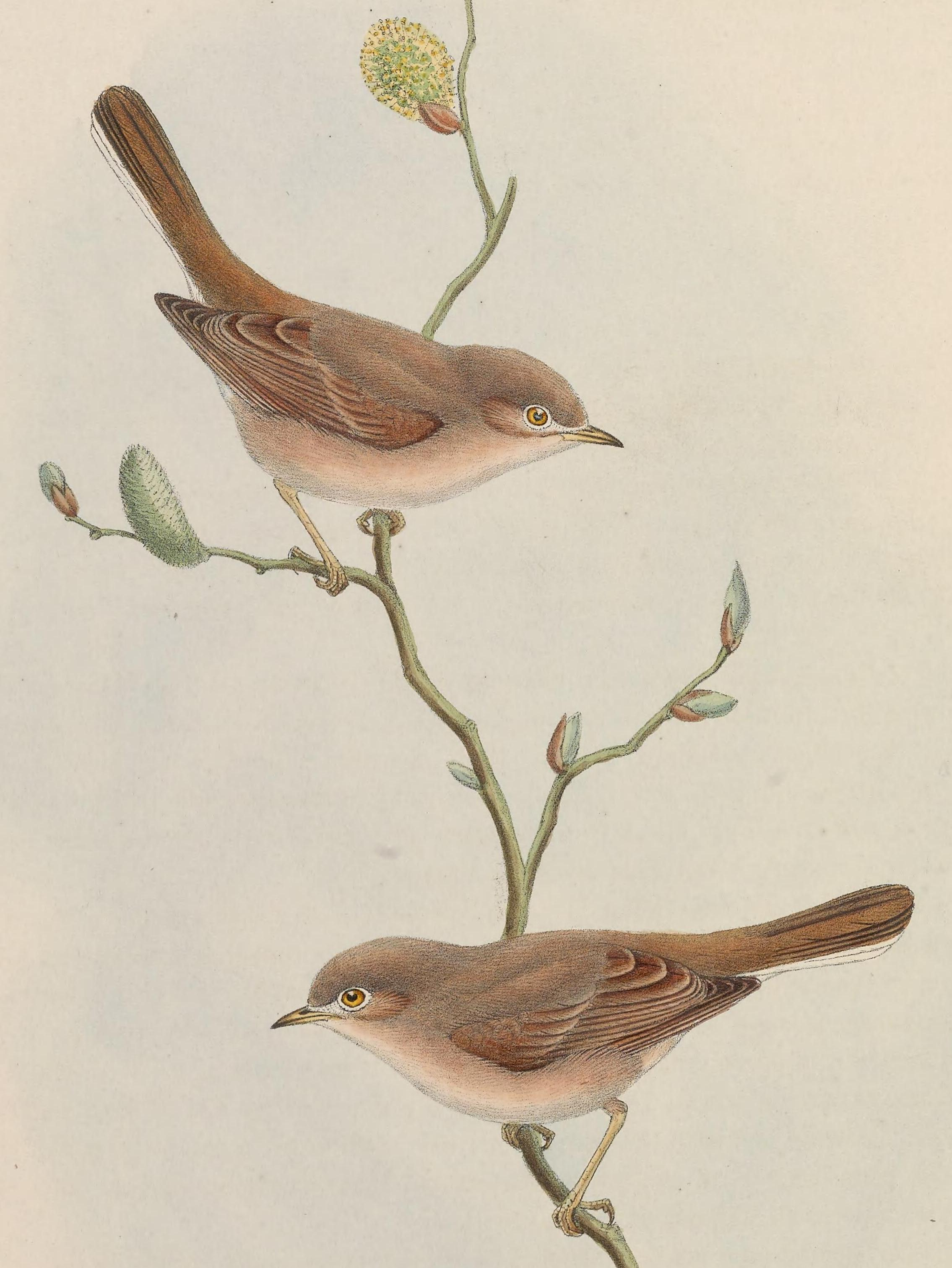
Silvia de deșert asiatică, sus masculul, jos femela

Este o silviidă mică și îndesată, cu coada destul de scurtă și aripi relativ scurte. Lungimea corpului 11,5 cm; greutatea 7-10, 6 g.
Sexele sunt asemănătoare. Subspecia nominată în penajul nupțial este brun-cenușie pe partea dorsală (partea superioară a capului și spatele), târtița și tectricele supracaudale de culoare distinctă brun-roșcat portocalie. Remigele aripii sunt brunii, cu marginile deschise nisipii, înguste pe remigele primare și late pe steagul extern al remigelor secundare. Remigele terțiare mijlocii sunt brun-roșcate, cu zona axială (centrală) negricioasă și marginile colorate vag de la nisipiu-cenușiu până la portocaliu-nisipiu; restul remigelor la mijloc sunt brun-negricioase, marginile lor formând o oglindă alară portocaliu-nisipie; tectricele supraalare cenușiu-brunii mărginite cu cenușiu-nisipiu; pana cea mai mare a alulei este negricioasă cu marginea îngustă nisipiu-albicioasă, marginea este mai lată pe pana mijlocie fiind cea mai lată pe cea mai mică pană. Desenul cozii este distinctiv, rectricea laterală în mare parte albă. Rectricea adiacentă cu centrul negricios, steagul extern cu o marginea albă lată,  steagul intern cu marginea negricioasă lată și vârful albicios. T4 (rectricea a 4-a) este similară dar albul este redus pe steagul extern la o margine îngustă, vârful steagului intern alb; albul este și mai puțin extins pe T3 (rectricea a 3-a) și uneori pe T2; perechea mijlocie de rectrice brun-roșcat-portocalie cu zona centrală negricioasă și marginile înguste nisipii. Gâtul, pieptul și abdomenul albicioase, flancurile și regiunea anală galben-deschise, laturile pieptului brun-cenușii. Irisul galben strălucitor, inelul orbital galben șters cu pielea interioară negricioasă, inelul ocular albicios. Ciocul cu culmenul și vârful negricioase, marginea tăioasă a mandibulei superioare și cele trei pătrimi bazale ale mandibulei inferioare sunt palide, galben-roz. Picioarele gălbui.
Penajul postnupțial este la fel ca cel nupțial, dar cu partea superioară cenușie mai ștearsă și partea inferioară mai albă.
Juvenilul este foarte asemănător cu adultul în penajul nupțial, dar mai brun-gălbui deschis dedesubt, rectricele laterale au vârfurile și marginile palide cu o nuanță cremos-nisipie, mai puțin întinsă.
Subspecia deserti se aseamănă cu cea nominată, dar este mai albă dedesubt și mai brun-roșcat-nisipie (și vădit mai puțin cenușie) pe partea dorsală, cu târtița brun-roșcat-portocalie și tectricele supracaudale mai puțin contrastante, remigele terțiare mijlocii și rectricele centrale fără centre negricioase vădite, porțiunile centrale negricioase ale rectricelor T2-T4 mai mici, porțiunea negricioasă de pe vârful ciocului redusă sau absentă.

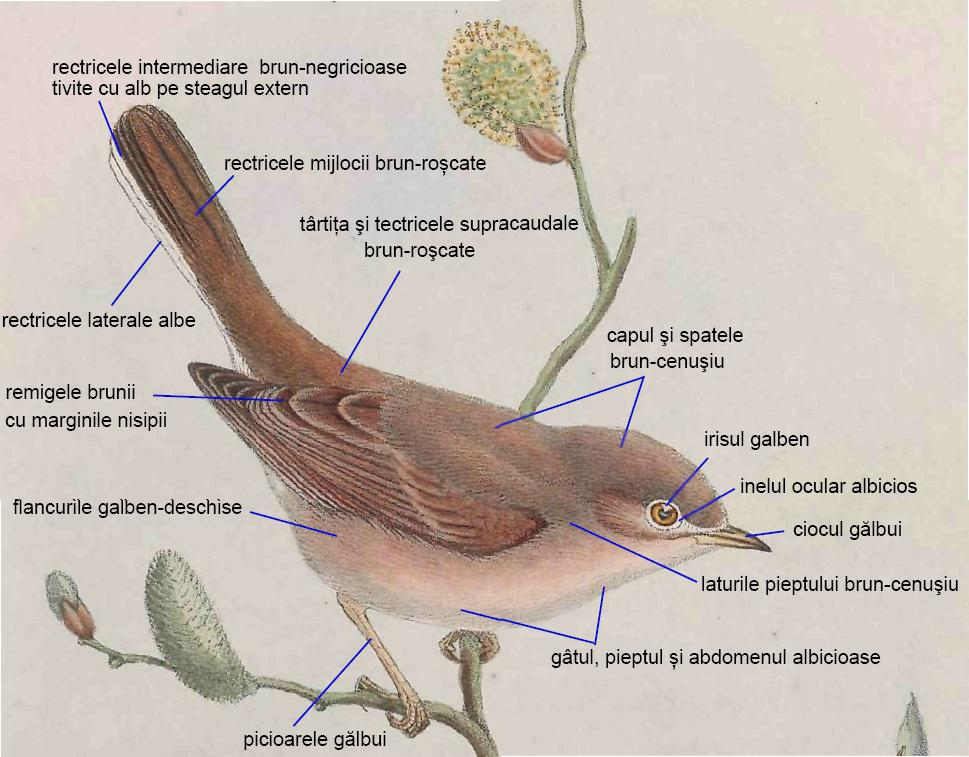

## Glasul
Cântă din interiorul covorului de iarbă sau din vârful arbuștilor, uneori de pe pământ sau în zborul nupțial. Cântecul constă dintr-un tril melodios destul de scurt (1-2 secunde), similar la ambele subspecii după compoziția generală, care de multe ori începe cu un huruit, urmat de un ciripit flautin care se termină cu o fluierătură. Ciripitul subspeciei nominate este mult mai stereotipat și mai puțin variat, un "krrrrrr-ti-ti-ti-ti-ti-ti-teu", iar cel al subspeciei deserti este mult mai colorat, mai puțin clar și mai puțin flautin decât cel al subspeciei nominate; cântecul este adesea emis la intervale destul de lungi, de 4-10 secunde.
Strigătul de contact obișnuit este un "krrrr" strident; dar și un "djjj-djjj-djjj" aspru, asemănător cu strigătul silviei de tufiș (Sylvia undata).

## Habitatul

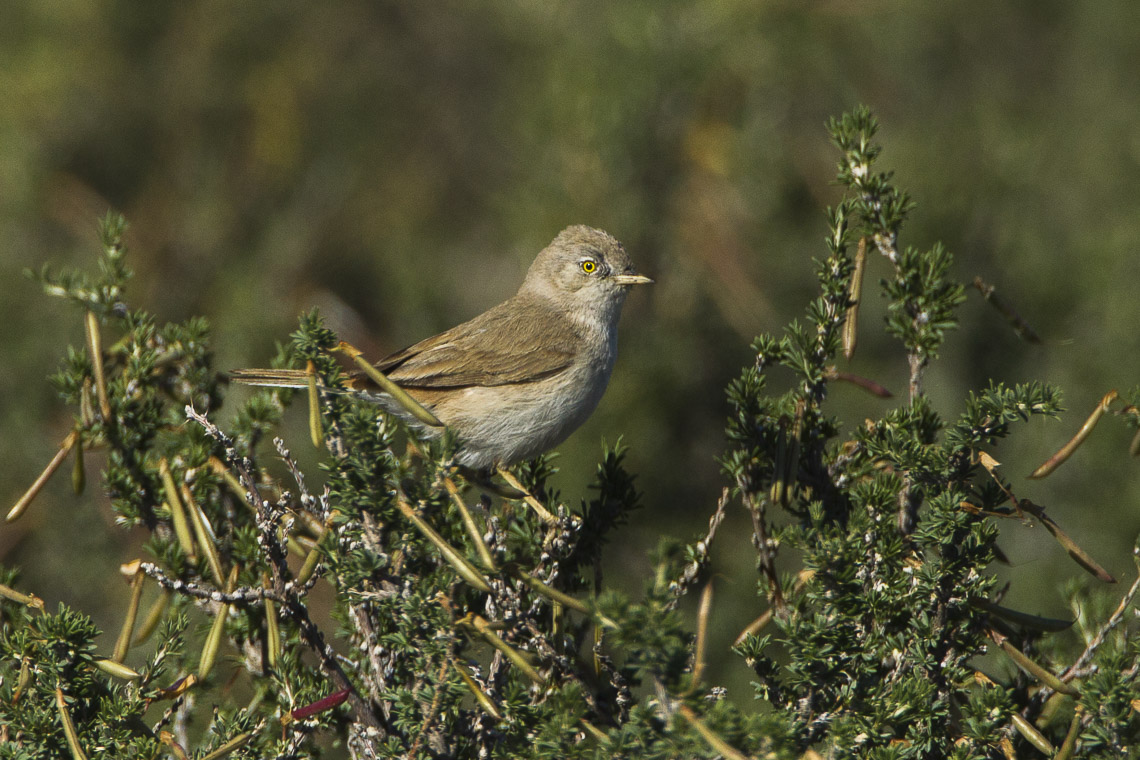
Silvia de deșert asiatică în Kazahstan

Subspecia nominată (Sylvia nana nana) preferă zonele de stepă deșertică și zonele semideșertice acoperite cu pelin (Artemisia), arbuști mici și iarbă, de obicei cele din terenuri nisipoase, mai rar de pe solurile pietroase; în cartierele de iernat preferă și zonele cu ueduri sau cele deschise cu arbori stufoși și răzleți de acacia (Acacia) și tufișuri, ca cele de ghirin (Suaeda), și cu vegetație halofitică joasă; în Pakistan este găsită și în câmpiile tidale mlăștinoase cu iarbă sărată (Salicornia) și tufișurile de caper (Capparis aphylla) din terenuri stâncoase.
Subspecia Sylvia nana deserti preferă deșerturilor nisipoase cu tufișuri de arbuști răzleți și iarbă și, în special, zonele cu pâlcuri dense de drin (Aristida pungens); se întâlnește și în stepă în apropiere de depresiuni aluvionare și, mai rar, în zone mai stâncoase cu vegetație răzleață de ex. cu chenopodiacee, nucularia (Nucularia perrini); până la 2000 m în sud-estul Algeriei (în Ahaggar).

## Hrana
Se hrănește predominant cu insecte mici, dar și cu semințe și boabe.
Printre nevertebratele consumate se numără fluturii (Lepidoptera) adulți și larvele lor, păianjenii (Araneae), hemipterele (Hemiptera), furnicile (din familia Formicidae) și gândacii (Coleoptera). În cartierele de iernat din Arabia Saudită, subspecia nominată consumă boabe de cătină arabică (Lycium shawii) și dispersează semințele; semințele au fost hrana principală găsită în conținutul stomacurilor în Arabia Saudită.
Caută hrana în special pe pământ sau la înălțime mică (la o distanță de 0-1 m deasupra solului); culege alimentele din arbuști, ierburi și tufe mici, sau le ciugulește direct de pe pământ sau printre rădăcini.
Urmează sfrânciocii (Lanius), sturzii flecăritori (Turdoides), prigoriile (Merops) și, în special, pietrarii (Oenanthe) pentru a  înhăța insectele stârnite de ei și pentru a  profita de avertizarea timpurie a prezenței răpitorilor; în cartierele de iernat din Israel, întovărășesc mai ales pietrarii de deșert (Oenanthe deserti).

## Reproducerea
Este o specie monogamă, solitară, cuibăritor teritorial. În zborul nupțial cu cântec, masculul se ridică la 5-20 m deasupra pământului și coboară într-o manieră asemănătoare cu cea de parașutare, cu ciocul și coada ridicată; efectuează și zboruri nupțiale mai orizontale aproape planând pe loc; când cântă de pe o ramură, de obicei își desface și parțial își ridică coada pentru a-și demonstra marginile și vârful ei albe.
Ponta este depusă începând cu sfârșitul lui aprilie în Turkmenistan (subspecia nominată). În Africa, subspecia deserti, depune ponta din ianuarie până la începutul lui martie în sudul arealului, unde probabil are două ponte pe an, și de la sfârșitul lui februarie (în special la sfârșitul lui martie) până în mai, rareori mai târziu, în nord, unde depune de regulă o singură pontă pe an.
Masculul construiește câteva "cuiburi masculine"; cuibul în care este depusă ponta este  probabil finisat numai de mascul (subspecia nominată), din tulpini de iarbă, ramuri mici și frunze, căptușit în interior cu iarbă mai fină, fibre vegetale și puf, în Mongolia este adesea căptușit cu pene (probabil pentru a împiedica fluctuațiile de temperatură între zi și noapte); cuibul este mai adânc, mai mare și mai bine fixat decât cel al congenerilor și este amplasat la o înălțime de până la 110 cm deasupra pământului în tufișuri mici.
Ponta constă din 4-6 ouă (în medie 5) în Asia (subspecia nominată); 2-5 ouă (în medie 3) în Africa (subspecia deserti); incubația este asigurată de ambele sexe, mai ales de către femelă; nu există informații despre durata incubației și rămânerea puilor în cuib.

## Deplasări sezoniere

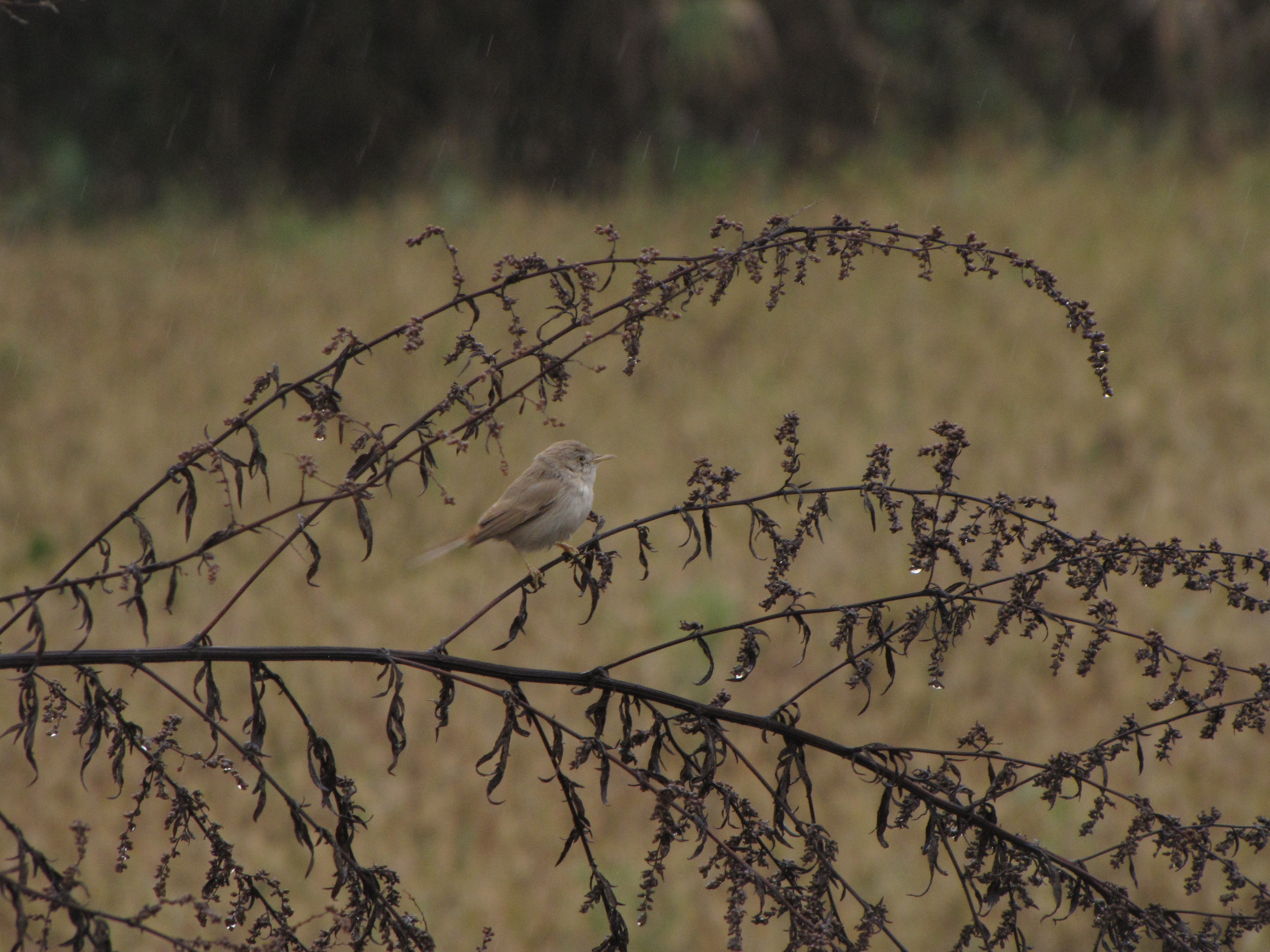
Silvia de deșert asiatică cocoțată pe o ramură

Subspecia deserti este sedentară sau parțial migratoare: probabil în principal sedentară sau întreprinde deplasări eratice în limitele arealului său din deșert; însă în nord este prezentă numai în timpul sezonului de reproducere, părăsește în mare parte regiunea Tafilalt din estul Marocului de la mijlocul lui iulie până la sfârșitul lui decembrie. Apariții accidentale au fost înregistrate în insulele Capului Verde, insulele Canare, Madeira, Spania continentală, Italia, Malta și Olanda.
Subspecia nominată este un migrant de lungă distanță, cu cartierele de iernat care se întind din nord-estul Africii și sudul Israelului spre est până în sudul și estul Iranului și nord-vestul Indiei. Părăsește locurile de cuibărit treptat din august până la începutul lui septembrie, plecând din Turkmenistan în cea mai mare parte în septembrie,  și sunt înregistrate până la sfârșitul lui septembrie (Mongolia) sau începutul lui octombrie (vestul Tian-Șanului) sau până la sfârșitul lui octombrie (Kazahstan), rareori până în noiembrie; unii indivizi rămân în Turkmenistan și sud-estul Kazahstanului în iernile blânde, dar originea lor este necunoscută. Pasajul de toamnă are loc prin Iran și Afganistan; în Israel, migrează din a doua săptămână a lui octombrie până la sfârșitul lui noiembrie, în principal de la sfârșitul lui octombrie până la mijlocul lui noiembrie.
Primele apariții în cartierele de iernat au loc din în a doua jumătate a lui septembrie în nord-vestul Indiei și Pakistan, mijlocul lui august (Emiratele Arabe Unite) până în septembrie (Bahrain) în Golful Persic și din prima jumătate a lui septembrie în Africa, însă în cea mai mare parte a cartierelor de iernat nu este comină până la jumătatea sau sfârșitul lui octombrie, în Africa sosește mai ales în noiembrie.
Plecarea din cartierele de iernat are loc din februarie până la sfârșitul lunii aprilie, mai ales din martie până la mijlocul lui aprilie. Trece în pasajul de primăvară prin Israel de la jumătatea lui februarie până la sfârșitul lui aprilie, mai ales în a doua jumătate a lui martie, în Afganistan de la începutul lui martie până aproape la mijlocul lui aprilie, cu maximul în a doua jumătate a lui martie. Sosește în locurile de cuibărit de la sfârșitul lui martie în Turkmenistan, de la începutul până la sfârșitul lui aprilie pe coasta nordică a Mării Caspice și de la mijlocul lui aprilie până la începutul lui mai în Mongolia, masculii venind înaintea femelelor.
Apariții accidentale au fost  înregistrate din vestul până în nord-vestul Europei, dar și în Bulgaria și România.

## Statutul și conservarea

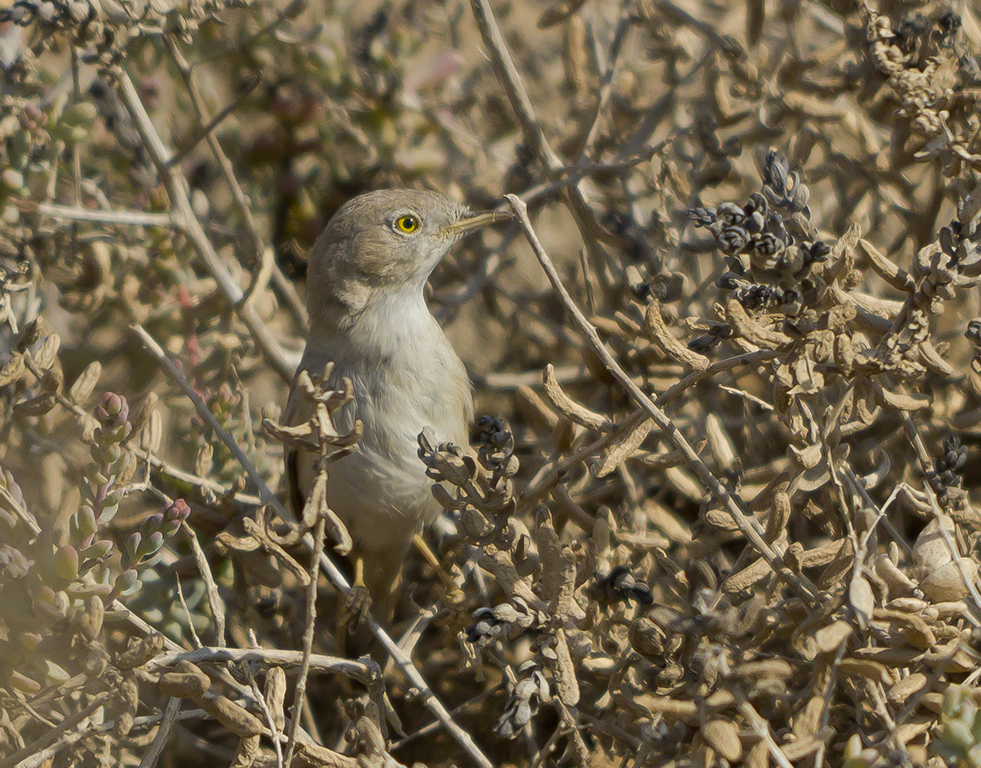
Silvia de deșert în Kutch (India)

Specia nu este amenințată cu dispariția la nivel global.
Subspecia nominată este comună sau foarte comună în locurile adecvate de cuibărit și rară sau comună în cartierele de iernat; subspecia deserti este mai răspândită în unele locuri, dar destul de comună în habitatele preferate.
Estimările populației cuibăritoare lipsesc pentru cea mai mare parte a arealului. Subspecia nominată a fost estimată în 2000 la 1000-5000 de perechi cuibăritoare în Europa (toate în Rusia, la nordul Mării Caspice) și efectivul a rămas după câte se pare stabil în perioada 1970-2000; densitățile în teritoriile de reproducere din vestul Kazahstanului sunt mari, cu masculi cântători aflați la o distanță de 50-60 m unul de celălalt și 2,3 păsări/10 km în arbuștii de saxauli (Haloxylon) din platoul Ustiurt (la sud-vest de marea Aral) și 10,4 perechi/10 km în regiunea caspică rusă.
În cartierele de iernat, subspecia nominată este neobișnuită în sud-estul Egiptului și de-a lungul coastei sudaneze a Mării Roșii, dar destul de frecventă în interiorul Sudanului în apropiere de Khartoum, numărul exemplarelor probabil fluctuează de la un an la altul. Destul de comună în habitatele preferate din Eritreea și nordul Somaliei; în Israel și Sinai au fost estimați 200-400 de indivizi în anii 1980 (dar numărul fluctuează). Comună sau destul de comună în deșerturile arabice, comună și în unele locuri din Pakistan și din nord-vestul Indiei.
Fluctuațiile anuale ale numărului exemplarelor care iernează reflectă probabil variațiile condițiilor meteorologice în locurile de cuibărit și perioadele de secetă din cartierele de iernat. În sud-estul Peninsulei Sinai, suprapășunatul cauzat de caprele beduine și secetă continuă a distrus un habitat adecvat la începutul anilor 1980. Habitatul arbustiv disponibil din valea Arava (sudul Israelului) este amenințat de intensificarea agriculturii.